# Entomacrodus textilis
Entomacrodus textilis är en fiskart som först beskrevs av Valenciennes, 1836.  Entomacrodus textilis ingår i släktet Entomacrodus och familjen Blenniidae. Inga underarter finns listade i Catalogue of Life.